# Крішан (Констанца)
Крішан (рум. Crișan) — село у повіті Констанца в Румунії. Входить до складу комуни Круча.
Село розташоване на відстані 165 км на схід від Бухареста, 60 км на північний захід від Констанци, 92 км на південь від Галаца.

## Населення
За даними перепису населення 2002 року у селі проживали 392 особи, з них 388 осіб (99,0%) румунів. Усі жителі села рідною мовою назвали румунську.